# ميريم جومانازاروفا
ميريم جومانازاروفا (Мээрим Жуманазарова؛ من مواليد 9 نوفمبر 1999) هي لاعبة مصارعة حرة قيرغيزستانية. فازت بالميدالية البرونزية في مسابقة سيدات 68 كجم في أولمبياد طوكيو 2020، والميدالية الذهبية في مصارعة حرة وزن 68 كجم للسيدات في بطولة العالم للمصارعة 2021. في دورة الألعاب الأولمبية الصيفية 2024 في باريس، فرنسا، هُزمت أمام أميت إيلور من الولايات المتحدة في النهائي وحصلت على الميدالية الفضية.

## مسيرتها

### 2018–2020
حصدت جومانازاروفا الميدالية البرونزية في سباق 68 كجم سيدات حرة خلال دورة الألعاب الآسيوية 2018..
في عام 2020، فازت جومانازاروفا بالميدالية الذهبية في حدث وزن 68 كجم للسيدات في كأس العالم للمصارعة الفردية الذي أقيم في بلغراد، صربيا. تأهلت إلى لتمثيل قيرغيزستان في دورة الألعاب الأولمبية الصيفية 2020 في طوكيو، اليابان.

### 2021–23
في يونيو 2021، فازت جومانزاروفا بإحدى الميداليات البرونزية في منافساتها في بطولة بولندا المفتوحة 2021 التي أقيمت في وارسو، بولندا..
في 3 أغسطس 2021، فازت جومانازاروفا بالميدالية البرونزية في مصارعة حرة سيدات 68 كجم في دورة الألعاب الأولمبية الصيفية 2020.
في عام 2022، فازت جومانازاروفا بالميدالية الفضية في وزن 68 كجم في بطولة ياسار دوجو 2022 التي أقيمت في إسطنبول، تركيا. كما فازت بالميدالية الفضية في منافساتها في بطولة آسيا للمصارعة 2022 التي أقيمت في أولان باتور، منغوليا. حصلت على الميدالية الذهبية في مسابقة وزن 68 كجم في دورة ألعاب التضامن الإسلامي 2021 التي أقيمت في قونيا بتركيا. شاركت في حدث 68 كجم في بطولة العالم للمصارعة 2022 التي أقيمت في بلغراد، صربيا.
فازت بإحدى الميداليات البرونزية في منافساتها في بطولة إبراهيم مصطفى 2023 التي أقيمت في الإسكندرية، مصر. في سبتمبر 2023، شاركت في حدث وزن 68 كجم للسيدات في بطولة العالم للمصارعة 2023 التي أقيمت في بلغراد، صربيا.

### 2024
جومانازاروفا تنافست في البطولة الآسيوية المؤهلة للألعاب الأولمبية للمصارعة 2024 في بيشكيك، قيرغيزستان، وحصلت على مركز في حصة قيرغيزستان في دورة الألعاب الأولمبية الصيفية 2024 في باريس، فرنسا.
في أولمبياد باريس 2024، فازت بمبارياتها الثلاث الأولى بنتيجة إجمالية 19-10، ثم هزمت أمام أميت إيلور من الولايات المتحدة بنتيجة 3-0 في النهائي، وحصلت على الميدالية الفضية.

## الجوائز الشرفية
حاصلة على لقب أستاذ رياضي من الدرجة الدولية في قيرغيزستان.